# تهاذر
التهاذر (بالألمانية: Witzelsucht) هي حالة طبية نادرة تتمثل بظهور أعراض عصبية على المُصاب حيث يميل إلى إلقاء نكات غير ملائمة في أوقات غير مناسبة. يؤدي هذا الاضطراب العصبيّ إلى ثرثرة المريض بقصص لا جدوى منها كما أنه يتلازم مع فرط النشاط الجنسي والتعليق بتعليقات جنسيّة غير مُلائمة ويتلاعب بالألفاظ حتى بعد تلقيه تلميحات من الناس تعي برفضهم لهذا السلوك الشاذ. المُصابون بالتهاذر لا يدركون أنهم على خطأ ويعتقدون أن ما يفعلونه أمرُ طبيعي، لذلك فإنهم لا يستجيبون لردود فعل الآخرين. هذا النوع من الأعراض شائع عند الذين يعانون من تلف في الفص الجبهي. وُصف هذا المرض لأول مرة من قبل طبيب الأعصاب الألماني هيرمان أوبينهيم في 1888.

## العلامات والأعراض

### دراسات الحالة
تُعتبر حالةً نادرة جداً، وتم تشخيصها في الحقبة الأخيرة مرتين على الأقل:
- الحالة الأولى: رجلُ يبلغ من العُمر 30 عاماً، تُعاني يده اليُمنى من تهيج عصبي، وبدا سلوكه غير مناسب جداً، وكان أيضاً يُعاني من النهام والسمنة. وكانت ضحكاته عالية وغير مناسبة، وكان يُلقي النكت باستمرار، كانت هذه الصفات تتناقض مع كونه عالماً لاهوتياً ومفكراً، كشف الفحص العصبي تشنج الخزل الشقي الأيسر مع عدم التحكم من التنسيق الحركي وإضعاف الحركات الدقيقة الطوعية. أظهر التصوير المقطعي للانبعاثات أحادية الفوتون فرط ضغط الدم في منطقة الفص الجبهي الأيمن. بالإضافة إلى ذلك، أظهرت الاختبارات السلوكية أدلة على ضعف مهارات التركيز، وارتفاع التشتت، وصعوبة في المهام البصرية المكانية. أداء المريض في اختبار تصنيف بطاقة ويسكونسن [الإنجليزية] كان ضعيفاً للغاية.[5]
- الحالة الثانية: رجل يبلغ من العمر 56 عاماً حيث تبين وجود نزف مخي وشلل كثيف على الجانب الأيسر من جسمه ووجهه، وصعوبة في البلع، وعيوب في المجال البصري على الجانب الأيسر. في اليوم الخامس من دخوله المستشفى، كان في حالة تأهب وتعاون مع عدم وجود ارتباك، أو أوهام. ثم أصبح مبتهجاً وصريحاً، يتكلم في التورية والذكريات بابتسامة مبالغ فيها. غير أن مضمون محادثاته لم يكن غريباً أو عشوائياً. وتحدث عن مخاوفه حول أعراضه الجسدية الأخرى من السكتة الدماغية بطريقة متماسكة. وأثناء تواجده في المستشفى ظهرت عليه أعراض فرط النشاط الجنسي حيث ظل يُردد ألفاظاً جنسية وإيحاءات بطريقة غير ملائمة تجاه ممرضات المستشفى الإناث. كما ذكرت عائلته بأنه يقوم بإلقاء النكت بشكلٍ غريب، ولم يكن يتصرف بشكلٍ مُهذب تجاه النساء، وأظهرت اختبارات التصوير بالرنين المغناطيسي نزيف في البطامة اليُمنى، وامتدت إلى الأجزاء الخلفية والجانبية من المهاد الأيمن وعيوب في المهاد والعقدة القاعدية اليمنى. وأظهر اختبار آخر أوجه قصور في الذاكرة الحديثة، والتفكير، الرسم، والطلاقة اللفظية.[6]

### غرابة النكت
يلقي المصابون بهذا المرض نُكتاً غير مفهومة أو غير مركبة ومتوازنة، حيث أجزاء النكتة لا تتناسب مع بعضها البعض، ويواجهون صعوبة في تفسير كامل لمحتوى النكتة، ومن ناحية أخرى فإنه لا يظهر على المرضى أي رد فعل عاطفي على النكتة، سواءً أكان قد ألقاها المريض بنفسه أو من غيره. ويرجع هذا بسبب عدم الاستجابة إلى التفكك بين ردودهم المعرفية والعاطفية لمحفزات النكتة نفسها. وحتى عندما يفهم المريض النكتة ويجدها مضحكة (على أساس النشاط الكمي في الدماغ)، فإنه لا يضحك ولو حتى بابتسامة. وحتى لو استوعب الأساس المعرفي من الفكاهة، فإنه لا يستجيب بشكل فعال أيضاً.

### فرط الرغبة الجنسية
يُعتبر من الأعراض الأقل شيوعاً بالنسبة لإلقاء النكت الغير المفهومة أو عدم إلقاء رد فعل على النكت. ورُغم ذلك فإن المُصابين قد يعانون من فرط النشاط الجنسي ويميلون إلى التكلم بألفاظ وتعليقات جنسية غير مُلائمة في أوقات غير مناسبة. بعض علامات هذا السلوك تشمل الاندفاع، وضعف التحكم، والعجز في التنظيم العاطفي، والانشغال الزائد بالجنس، والصلابة المعرفية (أي صعوبة تقدير عاطفة الآخرين).

## الأسباب

### دور الفص الجبهي
الأضرار التي تلحق بالفص الجبهي ترتبط بتغيرات في الشخصية. حيث أن الفصوص الأمامية لها دور كبير في تطوير الشخصية، والشعور بالنفس، وتنمية روح الفكاهة. تشريحياً، هناك اتصال وثيق بين الفص الجبهي ومناطق الدماغ الأخرى المتعلقة بالاستجابات العاطفية.

## العلاج
نظراً لندرة هذا الاضطراب، لم يتم إجراء الكثير من الأبحاث حول العلاجات المحتملة. لكن هناك عدة علاجات يُحتمل أنها قد تُخفف من وطأة السلوك الغريب وهي مضادات للاكتئاب منها الفنلافاكسين.